# Pechelbronner Schichten

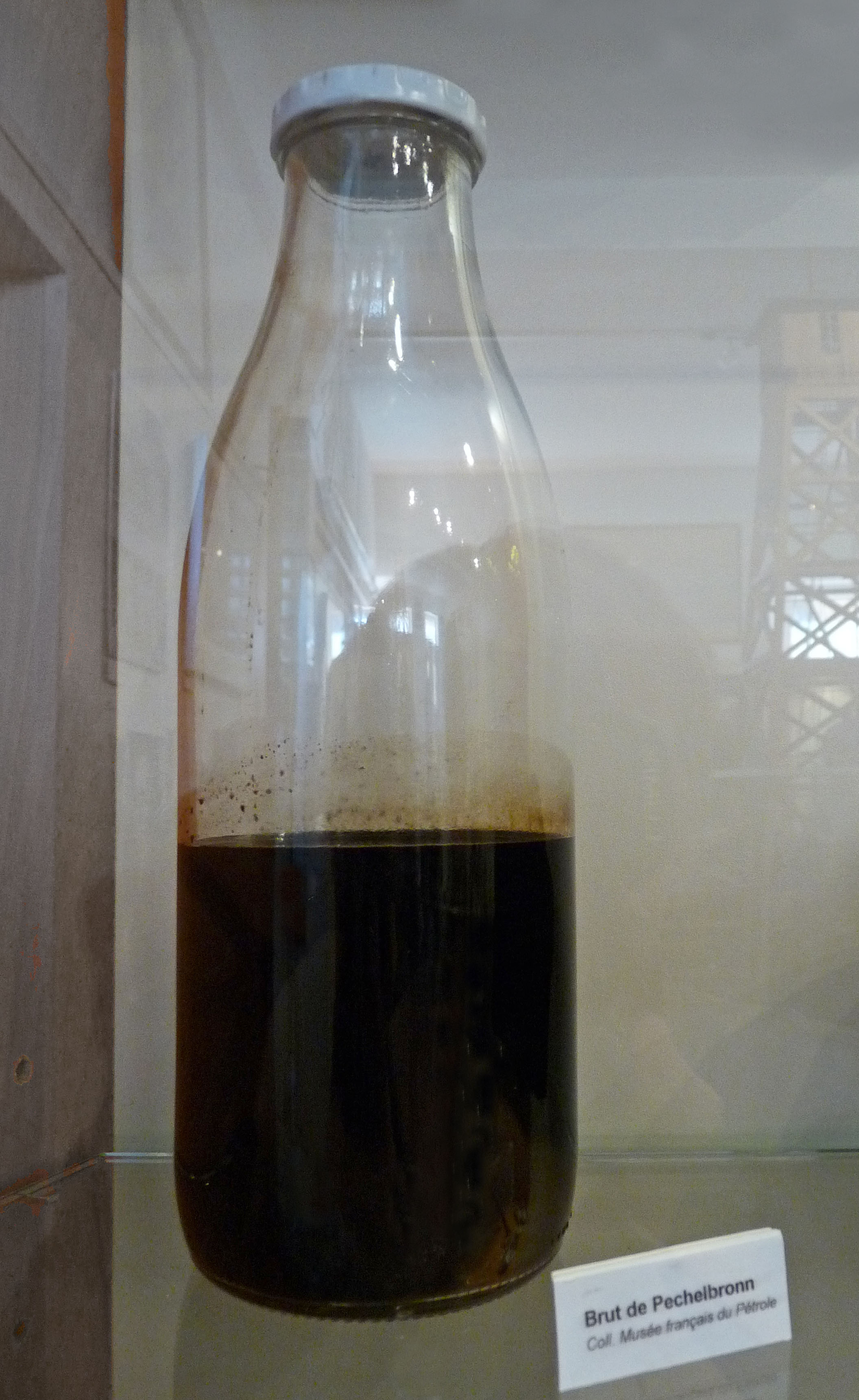
Eine Probe Rohöl aus den Pechelbronner Schichten, ausgestellt im Erdölmuseum Pechelbronn

Die Pechelbronner Schichten (auch Pechelbronn-Formation oder Pechelbronn-Gruppe) sind eine lithostratigraphische Einheit der Füllung des Oberrheingrabens und angrenzender ehemaliger Senkungsgebiete. Sie wurden im Tertiär (oberstes Eozän, Priabonium, bis unterstes Oligozän, unteres Rupelium) abgelagert und gehören damit zu den ältesten Schichtenfolgen des Südwestdeutschen Tertiärs. Die teils konglomeratisch, teils sandig-siltigen, bisweilen auch tonig-mergeligen Gesteine besitzen im Oberrheingraben meist eine Mächtigkeit von ca. 200 bis 500 m, örtlich über 700 m. In den angrenzenden, weniger stark von Absenkung betroffenen Bereichen, wie dem Mainzer Becken, ist die Mächtigkeit deutlich geringer und beträgt weniger als 50 m. Das Ablagerungsmilieu war fluviatil, limnisch und auch brackisch-marin.
Lokal wurde und wird aus den Pechelbronner Schichten Erdöl gefördert. Der Ort Pechelbronn im Elsass besitzt die älteste Ölfördertradition Europas. Die früheste nachweisliche Erwähnung des „Erdpeches“ von Pechelbronn stammt aus dem Jahre 1498; es wurde damals zu medizinischen Anwendungen genutzt. Ab 1735, noch deutlich vor Beginn des Industriezeitalters, wurden dort Ölsande abgebaut und ab 1879 kam moderne Bohrtechnik zum Einsatz. 1813 wurde der weltweit erste Bohrturm zur Erdölförderung errichtet. 1964 wurde die Erdölförderung in Pechelbronn eingestellt. Aktive Förderung von Öl aus den Pechelbronner Schichten findet heute noch statt bei Eich, Landau und Scheibenhardt im rheinland-pfälzischen Teil des Oberrheingrabens. Zudem ist das Erdölfeld „Stockstadt“ in Südwesthessen, das zwischen 1952 und 1994 in aktiver Förderung stand, wiedererschlossen worden. Nach Probebohrungen im Raum Riedstadt und einer Testförderung aus der Bohrung „Schwarzbach I“ in Riedstadt-Goddelau ab dem März 2016 begann die reguläre Förderungsphase von „Schwarzbach I“ zum Jahresbeginn 2018. Die Fördermenge betrug dabei rund 250 Tonnen relativ hochwertigen Rohöls (englisch light sweet crude) im Monat. Probebohrungen bei Weingarten in Nordbaden wurden im Mai 2019 begonnen, erschlossen die Pechelbronner Schichten in ca. 900 Meter Tiefe und konnten im Juli 2019 mit einem „signifikanten Ölfund“ abgeschlossen werden. Auch in dieser Region wurde teilweise bis in die 1980er Jahre (Ölfeld Leopoldshafen) schon einmal Erdöl gefördert.
Basierend auf Versuchen mit Schweröl aus den Ölsanden prägte 1837 der seinerzeit in Pechelbronn ansässige Chemiker Jean-Baptiste Boussingault den Namen Asphaltene für eine der nichtflüchtigen Komponenten des Erdöls.